# فهرست آثار ملی شهرستان مشهد
فهرست آثار ملی شهرستان مشهد شامل ۲۳۱ اثر ملی در شهرستان مشهد است که تا سال ۱۳۹۵ به ثبت رسیده‌اند. این شهرستان با داشتن ۱۶٫۵ درصد کل آثار ملی استان خراسان رضوی جایگاه نخست را از لحاظ تعدد آثار ملی در سطح استان دارد.
شهرستان مشهد دارای جاذبه‌های گردشگری زیادی همچون آرامگاه‌ها و خانه‌های تاریخی است. افزون بر این برج‌ها، گنبدها و مدرسه‌ها از دیگر جاذبه‌های گردشگری این شهرستان می‌باشند. از این‌رو شهرستان مشهد جایگاه نخست گردشگری مذهبی را در ایران ثبت کرده است.
نخستین اثر ملی ثبت‌شده در این شهرستان چهارطاقی بازه‌هور می‌باشد که در تاریخ ۲۴ شهریور ۱۳۱۰ با شمارهٔ ثبتی ۳۹ در فهرست آثار ملی ایران جای گرفت. همچنین دومین اثر و مهم‌ترین جاذبهٔ گردشگری این شهرستان حرم امام رضا در تاریخ ۱۵ دی ۱۳۱۰ با شمارهٔ ثبتی ۱۴۰ در فهرست آثار ملی ایران جای گرفته است. کهن‌سال‌ترین بنای ثبت‌شدهٔ این شهرستان چهارطاقی بازه‌هور است که دیرینگی آن به دورهٔ ساسانیان بازمی‌گردد. آرتور پوپ (مورخ آمریکایی) این چهارطاقی را که برپایهٔ اسناد تاریخی کهن‌سال‌ترین چهارطاقی ایران می‌باشد، کهن‌ترین گنبد جهان نامید.
مصلای پایین خیابان هم‌اکنون در حاشیهٔ بلواری با همین نام در مشهد قرار گرفته است اما قبلاً در بیرون از حصار شهر واقع و مورد استفادهٔ کاروانیان بود. این بنا در سال ۱۰۸۷ قمری - اوایل دورهٔ صفویان - پیرامون با زمامداری شاه سلیمان صفوی با کوشش «حاج ملک» و با معماریهٔ شجاع اصفهانی به‌دستور «میرزا صالح رضوی» از پیشوایان سادات رضویهٔ مشهد و سازندهٔ مدرسه نواب، تأسیس شد که در تاریخ ۱۵ دی ۱۳۱۰ با شمارهٔ ثبتی ۱۴۱ در فهرست آثار ملی ایران جای گرفته است.
آرامگاه خواجه ربیع در زمانهٔ شاه عباس بزرگ در اوایل سدهٔ ۱۱ قمری و با پیشنهاد شیخ بهایی، دستور احداث آرامگاهی باشکوه برای خواجه ربیع صادر شد. اساس بنای کنونی آرامگاه همان است که در سال‌های ۱۰۲۶ تا ۱۰۳۱ قمری به‌دستور شاه عباس صفوی و با سرپرستی یکی از سادات رضویهٔ مشهد با نام «میرزا افلغ» احداث شده است. با توجه به زمان درگذشت خواجه، وی از جمله نخستین رجال مدفون در پیرامون شهر کنونی مشهد است. مدفن او طی چهارده سدهٔ گذشته همواره محلی محترم و زیارتگاهٔ عموم مسلمانان بوده است.
گنبد هارونیه ساختمانی آجری و مربع‌شکل که محوطه‌های داخلی آن شامل ورودیهٔ ایوان، چهار شاه‌نشین، گنبدخانه و سه اتاق جداگانه است. در محوطهٔ بیرونی این گنبد سنگ یادبود کوچکی منتسب به امام محمد غزالی قرار دارد و باغچهٔ مستطیل‌شکل وسیعی نیز طبق نقشهٔ نخستین بنا روبه‌روی ایوان هارونیه طرح‌ریزی شده است. این بنا تا حدود ۱۰۰ سال گذشته ویرانه‌ای بی‌نام و نشان بیش نبود ولی از زمان احداث آرامگاه فردوسی در سال‌های ۱۳۰۸ تا ۱۳۱۳ خورشیدی مردم آن را «زندان هارونیه» یا «بقعهٔ هارونیه» می‌نامیدند. بااین‌حال این بنا هیچگونه شباهتی به زندان نداشته بلکه برپایهٔ اسناد تاریخی نمی‌توان هیچگونه پیوستگی بین این اثر و هارون‌الرشید (خلیفهٔ عباسی) یافت. چراکه هارون الرشید در سال ‏۱۹۳ قمری درگذشت. این در شرایطی است که بنیاد «بنای هارونیه» به‌گونهٔ معماری آذری (سدهٔ ۸ قمری) همسان می‌باشد که قسمت‌هایی در دورهٔ تیموریان به آن اضافه شده است. از طرف دیگر به‌دلیل شباهت به سبک معماری رازی این بنا را مربوط به سدهٔ ۶ قمری گمانه می‌زنند و در کاوش‌های سال ۱۳۵۴ خورشیدی افزون‌بر یافتن سفال‌های مربوط به دورهٔ سلجوقی، تیموری و صفوی؛ پوسته‌ای بسیار ضخیم از سنگ و ملات ساروج که یادآور آتشکده‌ای ساسانی است، دیرینگی این بنا را بسیار بیشتر از سدهٔ ۶ قمری گمان می‌زند.
شهر تاریخی توس چهار دروازه با نام‌های دروازهٔ «رودبار»، «نیشابور»، «مرو» و «رزان» دارد که در حصار شهر به درازای هفت‌هزارمتر قابل دید است. منطقهٔ توس در سدهٔ ۲ قمری گردآمده‌ای از آبادی‌هایی همچون نوقان، سناباد و توس بود که توس پررونق‌ترین آنها به‌شمار می‌آمد و امروز همهٔ آنها درون شهر مشهد قرار گرفته‌اند. توس در دورهٔ حملهٔ مغول به ایران فروریخت ولی بعدها پس از سرگیری سکونت و ساخت «عمارت توس» چندبار قرارگاهٔ پادشاهان مغول شد. همچنین مرمت عمارت توس پس از درگذشت تیمور فرجام گرفت. به‌هرروی پس تخریب کامل شهر تاریخی توس، در تاریخ ۲۴ تیر ۱۳۷۵ با شمارهٔ ثبتی ۱۷۵۸ در فهرست آثار ملی ایران جای گرفته است.

## آثار ثبت‌شده
| ردیف        | نام اثر                              | نگاره          | دیرینگی                                      | موقعیت | شمارهٔ ثبت | تاریخ ثبت       | منبع    |
| بناها       | بناها                                | بناها          | بناها                                        | بناها | بناها     | بناها           | بناها   |
| ----------- | ------------------------------------ | -------------- | -------------------------------------------- | --- | --------- | --------------- | ------- |
| ۱           | چهارطاقی بازه‌هور                     |                | دورهٔ ساسانیان                                | یک کیلومتری جنوب روستای رباط سفید ۳۵°۴۶′۲٫۳″ شمالی ۵۹°۲۲′۴۲٫۵″ شرقی / ۳۵٫۷۶۷۳۰۶°شمالی ۵۹٫۳۷۸۴۷۲°شرقی                                           | ۳۹        | ۲۴ شهریور ۱۳۱۰  | [ ۵ ]   |
| ۲           | حرم امام رضا                         |                | سدهٔ ۴ ه‍. ق تا معاصر                           | مرکز شهر مشهد ۳۶°۱۷′۱۶٫۷″ شمالی ۵۹°۳۶′۵۶٫۵″ شرقی / ۳۶٫۲۸۷۹۷۲°شمالی ۵۹٫۶۱۵۶۹۴°شرقی                                                              | ۱۴۰       | ۱۵ دی ۱۳۱۰      | [ ۶ ]   |
| ۳           | مصلای پایین خیابان                   |                | دورهٔ صفوی                                    | مشهد - بلوار مصلی ۳۶°۱۶′۳۸٫۶″ شمالی ۵۹°۳۷′۴۲٫۷″ شرقی / ۳۶٫۲۷۷۳۸۹°شمالی ۵۹٫۶۲۸۵۲۸°شرقی                                                          | ۱۴۱       | ۱۵ دی ۱۳۱۰      | [ ۱۳ ]  |
| ۴           | آرامگاه خواجه ربیع                   |                | دورهٔ صفوی                                    | مشهد - انتهای خیابان خواجه ربیع ۳۶°۲۰′۳۱٫۷″ شمالی ۵۹°۳۷′۴۶٫۳″ شرقی / ۳۶٫۳۴۲۱۳۹°شمالی ۵۹٫۶۲۹۵۲۸°شرقی                                            | ۱۴۲       | ۱۵ دی ۱۳۱۰      | [ ۱۴ ]  |
| ۵           | گنبد هارونیه                         |                | سدهٔ ۸ ه‍. ق                                    | شهر توس ۳۶°۲۸′۴۷٫۵″ شمالی ۵۹°۳۰′۲۴٫۵″ شرقی / ۳۶٫۴۷۹۸۶۱°شمالی ۵۹٫۵۰۶۸۰۶°شرقی                                                                    | ۱۷۳       | ۱۵ دی ۱۳۱۰      | [ ۱۵ ]  |
| ۶           | مسجد هفتاد و دو تن                   |                | سدهٔ ۹ ه‍. ق                                    | مشهد - خیابان خسروی، ابتدای بازار بزرگ ۳۶°۱۷′۱۷″ شمالی ۵۹°۳۶′۴۰″ شرقی / ۳۶٫۲۸۸۰۶°شمالی ۵۹٫۶۱۱۱۱°شرقی                                           | ۱۸۶       | ۱۸ تیر ۱۳۱۱     | [ ۱۶ ]  |
| ۷           | مدرسه دودر                           |                | سدهٔ ۹ ه‍. ق                                    | مشهد - مجاور حرم امام رضا ۳۶°۱۷′۱۸٫۵″ شمالی ۵۹°۳۶′۵۴٫۰″ شرقی / ۳۶٫۲۸۸۴۷۲°شمالی ۵۹٫۶۱۵۰۰۰°شرقی                                                  | ۳۰۱       | ۲۹ آذر ۱۳۱۶     | [ ۱۷ ]  |
| ۸           | مدرسه پریزاد                         |                | دورهٔ تیموری                                  | مشهد - مجاور حرم امام رضا ۳۶°۱۷′۱۷٫۵″ شمالی ۵۹°۳۶′۵۵٫۰″ شرقی / ۳۶٫۲۸۸۱۹۴°شمالی ۵۹٫۶۱۵۲۷۸°شرقی                                                  | ۳۳۳       | ۲۰ بهمن ۱۳۱۸    | [ ۱۸ ]  |
| ۹           | مدرسه بالاسر                         | بارگذاری تصویر | دورهٔ تیموری                                  | مشهد - مجاور حرم امام رضا | ۳۳۴       | ۲۰ بهمن ۱۳۱۸    | [ ۱۹ ]  |
| ۱۰          | مصلای طرق                            | بارگذاری تصویر | سدهٔ ۹ ه‍. ق                                    | مشهد - محلهٔ طرق ۳۶°۱۲′۶٫۴″ شمالی ۵۹°۳۹′۱۳٫۷″ شرقی / ۳۶٫۲۰۱۷۷۸°شمالی ۵۹٫۶۵۳۸۰۶°شرقی                                                             | ۳۳۸       | ۲۰ بهمن ۱۳۱۸    | [ ۲۰ ]  |
| ۱۱          | میل اخنگان                           |                | سدهٔ ۸ ه‍. ق                                    | مجاور روستا اخنگان ۳۶°۳۰′۵۹٫۵″ شمالی ۵۹°۳۷′۱۳٫۲″ شرقی / ۳۶٫۵۱۶۵۲۸°شمالی ۵۹٫۶۲۰۳۳۳°شرقی                                                         | ۳۴۱       | ۲۰ خرداد ۱۳۲۱   | [ ۲۱ ]  |
| ۱۲          | آرامگاه امامزاده محمد                | بارگذاری تصویر | دورهٔ صفوی                                    | مشهد - محلهٔ چهار ستون ۳۶°۱۷′۲۶٫۴″ شمالی ۵۹°۳۷′۱۵٫۱″ شرقی / ۳۶٫۲۹۰۶۶۷°شمالی ۵۹٫۶۲۰۸۶۱°شرقی                                                      | ۶۱۶       | ۱۶ دی ۱۳۴۵      | [ ۲۲ ]  |
| ۱۳          | قلعه خرابه و رباط چاهک               | بارگذاری تصویر | سدهٔ ۴ تا ۶ ه‍. ق                               | روستای چاهک | ۶۵۱       | ۲۳ فروردین ۱۳۴۶ | [ ۲۳ ]  |
| ۱۴          | سردر مدرسه حاج حسن‌خان                | بارگذاری تصویر | دورهٔ صفوی                                    | داخل شهر مشهد ۳۶°۱۸′۱۳″ شمالی ۵۹°۳۵′۵۸″ شرقی / ۳۶٫۳۰۳۶۱°شمالی ۵۹٫۵۹۹۴۴°شرقی                                                                    | ۱۰۸۷      | ۸ مرداد ۱۳۵۴    | [ ۲۴ ]  |
| ۱۵          | سردر مدرسه باقریه                    | بارگذاری تصویر | دورهٔ صفوی                                    | مشهد - محلهٔ طرق | ۱۰۸۸      | ۸ مرداد ۱۳۵۴    | [ ۲۵ ]  |
| ۱۶          | آرامگاه نادرشاه                      |                | دورهٔ پهلوی                                   | مشهد - چهارراه شهدا ۳۶°۱۷′۴۱٫۵″ شمالی ۵۹°۳۶′۳۷٫۶″ شرقی / ۳۶٫۲۹۴۸۶۱°شمالی ۵۹٫۶۱۰۴۴۴°شرقی                                                        | ۱۱۷۴      | ۱۸ آذر ۱۳۵۴     | [ ۲۶ ]  |
| ۱۷          | آرامگاه فردوسی                       |                | دورهٔ پهلوی                                   | شهر توس ۳۶°۲۹′۱۰٫۱″ شمالی ۵۹°۳۱′۳٫۲″ شرقی / ۳۶٫۴۸۶۱۳۹°شمالی ۵۹٫۵۱۷۵۵۶°شرقی                                                                     | ۱۱۷۶      | ۱۸ آذر ۱۳۵۴     | [ ۲۷ ]  |
| ۱۸          | رباط ماهی                            |                | اواخر دورهٔ غزنوی                             | ۷۶ کیلومتری جنوب‌شرقی مشهد ۳۶°۴′۳۳٫۰″ شمالی ۶۰°۲۱′۶٫۶″ شرقی / ۳۶٫۰۷۵۸۳۳°شمالی ۶۰٫۳۵۱۸۳۳°شرقی                                                    | ۱۲۲۳      | ۶ بهمن ۱۳۵۴     | [ ۲۸ ]  |
| ۱۹          | گنبد سبز                             |                | دورهٔ صفوی                                    | خیابان خاکی مشهد ۳۶°۱۷′۱۰٫۳″ شمالی ۵۹°۳۶′۹٫۷″ شرقی / ۳۶٫۲۸۶۱۹۴°شمالی ۵۹٫۶۰۲۶۹۴°شرقی                                                            | ۱۳۷۰      | ۵ اردیبهشت ۱۳۵۶ | [ ۲۹ ]  |
| ۲۰          | حمام مهدی قلی‌بیک                     |                | دورهٔ صفوی                                    | مشهد - ابتدای بازار بزرگ، جنب مسجد شاه ۳۶°۱۷′۱۶٫۰″ شمالی ۵۹°۳۶′۳۹٫۵″ شرقی / ۳۶٫۲۸۷۷۷۸°شمالی ۵۹٫۶۱۰۹۷۲°شرقی                                     | ۱۳۷۴      | ۵ اردیبهشت ۱۳۵۶ | [ ۳۰ ]  |
| ۲۱          | آرامگاه پیر پالاندوز                 |                | دورهٔ صفوی - معاصر                            | مشهد - خیابان نواب صفوی، ضلع شرقی حرم امام رضا ۳۶°۱۷′۱۲٫۸″ شمالی ۵۹°۳۷′۸٫۵″ شرقی / ۳۶٫۲۸۶۸۸۹°شمالی ۵۹٫۶۱۹۰۲۸°شرقی                              | ۱۳۷۵      | ۵ اردیبهشت ۱۳۵۶ | [ ۳۱ ]  |
| ۲۲          | مدرسه نواب                           |                | دورهٔ صفوی - معاصر                            | مشهد - خیابان علیا (بالا خیابان)، خیابان شیرازی ۳۶°۱۷′۲۸٫۷″ شمالی ۵۹°۳۶′۴۹٫۱″ شرقی / ۳۶٫۲۹۱۳۰۶°شمالی ۵۹٫۶۱۳۶۳۹°شرقی                            | ۱۶۱۵      | ۲۶ تیر ۱۳۵۷     | [ ۳۲ ]  |
| ۲۳          | مدرسه خیرات‌خان                       | بارگذاری تصویر | دورهٔ صفوی                                    | مشهد - بست پائین خیابان مشهد، مقابل صحن ۳۶°۱۷′۱۵٫۶″ شمالی ۵۹°۳۷′۳٫۵″ شرقی / ۳۶٫۲۸۷۶۶۷°شمالی ۵۹٫۶۱۷۶۳۹°شرقی                                     | ۱۶۱۶      | ۲۶ تیر ۱۳۵۷     | [ ۳۳ ]  |
| ۲۴          | مدرسه عباسقلی‌خان شاملو               |                | سدهٔ ۱۱ ه‍. ق                                   | مشهد - ابتدای خیابان صفوی ۳۶°۱۷′۷٫۶″ شمالی ۵۹°۳۷′۶٫۱″ شرقی / ۳۶٫۲۸۵۴۴۴°شمالی ۵۹٫۶۱۸۳۶۱°شرقی                                                    | ۱۶۱۷      | ۲۶ تیر ۱۳۵۷     | [ ۳۴ ]  |
| ۲۵          | رباط طرق                             |                | دورهٔ صفوی                                    | مشهد - محلهٔ طرق ۳۶°۱۱′۴۴٫۰″ شمالی ۵۹°۳۷′۱۷٫۳″ شرقی / ۳۶٫۱۹۵۵۵۶°شمالی ۵۹٫۶۲۱۴۷۲°شرقی                                                            | ۱۶۳۶      | ۲۵ شهریور ۱۳۶۳  | [ ۳۵ ]  |
| ۲۶          | رباط فخرداود                         |                | سدهٔ ۹ ه‍. ق (مرمت دورهٔ قاجار)                  | روستای فخرداود ۳۵°۵۹′۵۹٫۹″ شمالی ۵۹°۱۸′۴۸٫۶″ شرقی / ۳۵٫۹۹۹۹۷۲°شمالی ۵۹٫۳۱۳۵۰۰°شرقی                                                             | ۲۱۰۸      | ۱۸ شهریور ۱۳۷۷  | [ ۳۶ ]  |
| ۲۷          | خانه ملک                             |                | دورهٔ قاجار                                   | مشهد - ضلع شرقی خیابان امام خمینی، روبروی ادارهٔ دارائی ۳۶°۱۷′۹٫۷″ شمالی ۵۹°۳۵′۵۷٫۰″ شرقی / ۳۶٫۲۸۶۰۲۸°شمالی ۵۹٫۵۹۹۱۶۷°شرقی                      | ۲۱۱۵      | ۱۸ شهریور ۱۳۷۷  | [ ۳۷ ]  |
| ۲۸          | خانه داودی                           |                | دورهٔ قاجار                                   | مشهد - ضلع جنوبی خیابان توحید، بعد از کوچهٔ رزدی، پلاک ۱۶ ۳۶°۱۸′۲٫۴″ شمالی ۵۹°۳۶′۹٫۷″ شرقی / ۳۶٫۳۰۰۶۶۷°شمالی ۵۹٫۶۰۲۶۹۴°شرقی                     | ۲۹۱۸      | ۲۰ آذر ۱۳۷۹     | [ ۳۸ ]  |
| ۲۹          | سرای عزیزالله‌اف                      |                | پهلوی اول                                    | مشهد - حرم رضا، کوچهٔ عباس قلی خان ۳۶°۱۷′۳٫۸″ شمالی ۵۹°۳۷′۲٫۳″ شرقی / ۳۶٫۲۸۴۳۸۹°شمالی ۵۹٫۶۱۷۳۰۶°شرقی                                            | ۴۰۳۰      | ۱۰ مهر ۱۳۸۰     | [ ۳۹ ]  |
| ۳۰          | کاروانسرای باباقدرت                  |                | دورهٔ قاجار                                   | مشهد - بلوار ۱۷ شهریور، خیابان صدر ۳۶°۱۶′۱۸٫۵″ شمالی ۵۹°۳۷′۱۰٫۵″ شرقی / ۳۶٫۲۷۱۸۰۶°شمالی ۵۹٫۶۱۹۵۸۳°شرقی                                         | ۴۰۳۱      | ۱۰ مهر ۱۳۸۰     | [ ۴۰ ]  |
| ۳۱          | رباط علاقبند                         | بارگذاری تصویر | دورهٔ تیموریان - صفوی - قاجار                 | روستای بزوشک ۳۶°۳′۴۰٫۸″ شمالی ۵۹°۲۶′۲٫۱″ شرقی / ۳۶٫۰۶۱۳۳۳°شمالی ۵۹٫۴۳۳۹۱۷°شرقی                                                                 | ۵۹۰۳      | ۸ مرداد ۱۳۸۱    | [ ۴۱ ]  |
| ۳۲          | رباط خاکستری                         | بارگذاری تصویر | دورهٔ سلجوقی - صفوی                           | ۱۷ کیلومتری جنوب مشهد ۳۶°۶′۱۸٫۷″ شمالی ۵۹°۳۸′۴۷٫۸″ شرقی / ۳۶٫۱۰۵۱۹۴°شمالی ۵۹٫۶۴۶۶۱۱°شرقی                                                       | ۵۹۰۴      | ۸ مرداد ۱۳۸۱    | [ ۴۲ ]  |
| ۳۳          | قلعه حسن                             | بارگذاری تصویر | دورهٔ صفوی                                    | شمال روستای قاسم‌آباد | ۵۹۵۶      | ۸ مرداد ۱۳۸۱    | [ ۴۳ ]  |
| ۳۴          | رباط سفید                            |                | دورهٔ صفوی - قاجار                            | روستای رباط سفید ۳۵°۴۶′۵۴٫۷″ شمالی ۵۹°۲۳′۱۲٫۸″ شرقی / ۳۵٫۷۸۱۸۶۱°شمالی ۵۹٫۳۸۶۸۸۹°شرقی                                                           | ۵۹۵۷      | ۸ مرداد ۱۳۸۱    | [ ۴۴ ]  |
| ۳۵          | ساختمان‌های قدیمی بیمارستان امام رضا  |                | پهلوی اول                                    | مشهد - از شمال محدود به خیابان ابن سینای شرقی و میدان امام رضا ۳۶°۱۷′۲۲″ شمالی ۵۹°۳۵′۲۶″ شرقی / ۳۶٫۲۸۹۴۴°شمالی ۵۹٫۵۹۰۵۶°شرقی                   | ۵۹۵۸      | ۸ مرداد ۱۳۸۱    | [ ۴۵ ]  |
| ۳۶          | آرامگاه میرزا ابراهیم رضوی           | بارگذاری تصویر | دورهٔ صفوی                                    | مشهد - خیابان کوهسنگی، کوچهٔ شهید قرائیان ۳۶°۱۶′۲۷٫۰″ شمالی ۵۹°۳۳′۲۷٫۶″ شرقی / ۳۶٫۲۷۴۱۶۷°شمالی ۵۹٫۵۵۷۶۶۷°شرقی                                   | ۵۹۶۰      | ۸ مرداد ۱۳۸۱    | [ ۴۶ ]  |
| ۳۷          | آرامگاه امامزاده سید نورالله         | بارگذاری تصویر | دورهٔ تیموری - صفوی                           | روستای رباط سفید | ۵۹۶۱      | ۸ مرداد ۱۳۸۱    | [ ۴۷ ]  |
| ۳۸          | کاروانسرای شاه‌عباسی                  | بارگذاری تصویر | دورهٔ صفوی                                    | روستای شریف‌آباد ۳۶°۱′۴۰٫۷″ شمالی ۵۹°۳۰′۲۱٫۵″ شرقی / ۳۶٫۰۲۷۹۷۲°شمالی ۵۹٫۵۰۵۹۷۲°شرقی                                                             | ۶۳۵۵      | ۷ مهر ۱۳۸۱      | [ ۴۸ ]  |
| ۳۹          | قلعه کهنه پیوه ژن                    | بارگذاری تصویر | اواخر دوران‌های تاریخی پس از اسلام            | روستای پیوه ژن | ۶۳۵۶      | ۷ مهر ۱۳۸۱      | [ ۴۹ ]  |
| ۴۰          | خانه داروغه                          |                | دورهٔ قاجار                                   | مشهد - خیابان نواب صفوی، راستهٔ حوض مسگران، کوچهٔ داروغه ۳۶°۱۷′۱۴٫۲″ شمالی ۵۹°۳۷′۲۰٫۸″ شرقی / ۳۶٫۲۸۷۲۷۸°شمالی ۵۹٫۶۲۲۴۴۴°شرقی                     | ۶۳۵۷      | ۷ مهر ۱۳۸۱      | [ ۵۰ ]  |
| ۴۱          | رباط باش ساروج                       | بارگذاری تصویر | سده‌های میانه اسلامی                          | بخش احمدآباد - روستای باش | ۶۳۵۸      | ۷ مهر ۱۳۸۱      | [ ۵۱ ]  |
| ۴۲          | خانه قدیم سبزواری‌ها                  | بارگذاری تصویر | دورهٔ قاجار                                   | مشهد - خیابان شیرازی، نزدیک چهارراه شهدا، انتهای کوچهٔ سبزواری‌ها                                                                                | ۶۳۶۰      | ۷ مهر ۱۳۸۱      | [ ۵۲ ]  |
| ۴۳          | قلعه تلخون                           | بارگذاری تصویر | دوران‌های تاریخی پس از اسلام                  | روستای درخت سفیدار ۳۶°۱′۰٫۸″ شمالی ۵۹°۲۲′۱۵٫۷″ شرقی / ۳۶٫۰۱۶۸۸۹°شمالی ۵۹٫۳۷۱۰۲۸°شرقی                                                           | ۶۴۳۵      | ۷ مهر ۱۳۸۱      | [ ۵۳ ]  |
| ۴۴          | خانه صداقتی                          | بارگذاری تصویر | دورهٔ قاجار                                   | مشهد - خیابان نواب صفوی، راستهٔ حوض مسگران، کوچهٔ داروغه                                                                                         | ۶۴۳۶      | ۷ مهر ۱۳۸۱      | [ ۵۴ ]  |
| ۴۵          | آرامگاه بابا لنگر                    | بارگذاری تصویر | دورهٔ ایلخانی                                 | بخش رضویه - روستای متروک لنگرک | ۶۴۳۷      | ۷ مهر ۱۳۸۱      | [ ۵۵ ]  |
| ۴۶          | چهارطاقی چلاقد                       | بارگذاری تصویر | دورهٔ سلجوقی - تیموری                         | بخش رضویه - یک کیلومتری روستای چلاقد | ۶۴۳۸      | ۷ مهر ۱۳۸۱      | [ ۵۶ ]  |
| ۴۷          | معماری قلعه درخت جوزا                | بارگذاری تصویر | دورهٔ صفوی                                    | روستای بالندر | ۶۶۶۲      | ۱۰ دی ۱۳۸۱      | [ ۵۷ ]  |
| ۴۸          | قلعه قدیمی دهسرخ                     | بارگذاری تصویر | دورهٔ صفوی                                    | روستای دهسرخ ۳۶°۲′۱۵٫۸″ شمالی ۵۹°۲۷′۳۹٫۶″ شرقی / ۳۶٫۰۳۷۷۲۲°شمالی ۵۹٫۴۶۱۰۰۰°شرقی                                                                | ۶۶۶۴      | ۱۰ دی ۱۳۸۱      | [ ۵۸ ]  |
| ۴۹          | چاپارخانه تخت لنگر                   | بارگذاری تصویر | سدهٔ ۱۲ تا ۱۳ ه‍. ق                             | روستای شریف‌آباد | ۶۶۶۵      | ۱۰ دی ۱۳۸۱      | [ ۵۹ ]  |
| ۵۰          | آرامگاه امامزادگان هاشم و محتشم      | بارگذاری تصویر | سدهٔ ۱۰ ه‍. ق                                   | روستای پیوه ژن | ۶۶۶۶      | ۱۰ دی ۱۳۸۱      | [ ۶۰ ]  |
| ۵۱          | رباط چهار حوض                        | بارگذاری تصویر | سدهٔ ۷ ه‍. ق                                    | روستای سلطان‌آباد | ۶۶۶۷      | ۱۰ دی ۱۳۸۱      | [ ۶۱ ]  |
| ۵۲          | آرامگاه باباپیر                      | بارگذاری تصویر | دورهٔ قاجار                                   | روستای باباپیر (فخرداود) | ۶۶۶۸      | ۱۰ دی ۱۳۸۱      | [ ۶۲ ]  |
| ۵۳          | آرامگاه امامزاده عبدالعزیز           | بارگذاری تصویر | دورهٔ قاجار                                   | روستای ده‌سرخ ۳۶°۳′۱۵″ شمالی ۵۹°۲۷′۵۲″ شرقی / ۳۶٫۰۵۴۱۷°شمالی ۵۹٫۴۶۴۴۴°شرقی                                                                      | ۶۶۶۹      | ۱۰ دی ۱۳۸۱      | [ ۶۳ ]  |
| ۵۴          | کوره آجرپزی رستگار مقدم              |                | پهلوی اول                                    | مشهد - بلوار امت، گوشهٔ شمالی پارک رستگار مقدم ۳۶°۱۷′۲۰٫۲″ شمالی ۵۹°۳۸′۲۶٫۴″ شرقی / ۳۶٫۲۸۸۹۴۴°شمالی ۵۹٫۶۴۰۶۶۷°شرقی                              | ۷۴۷۶      | ۱۲ بهمن ۱۳۸۱    | [ ۶۴ ]  |
| ۵۵          | رباط کلمبه                           | بارگذاری تصویر | دورهٔ قاجار                                   | روستای بازه حور | ۸۲۵۳      | ۲۴ فروردین ۱۳۸۲ | [ ۶۵ ]  |
| ۵۶          | آرامگاه منسوب به غزالی               | بارگذاری تصویر | سدهٔ ۵ و ۶ ه‍. ق                                | ۲۵ کیلومتری شمال‌غربی مشهد ۳۶°۲۹′۳۱٫۰″ شمالی ۵۹°۳۰′۴۲٫۳″ شرقی / ۳۶٫۴۹۱۹۴۴°شمالی ۵۹٫۵۱۱۷۵۰°شرقی                                                  | ۸۹۴۴      | ۱۰ خرداد ۱۳۸۲   | [ ۶۶ ]  |
| ۵۷          | آرامگاه تپه خشتی                     | بارگذاری تصویر | سدهٔ ۶ و ۹ ه‍. ق                                | روستای اسلامیه | ۸۹۴۵      | ۱۰ خرداد ۱۳۸۲   | [ ۶۷ ]  |
| ۵۸          | اقامتگاه خلج                         | بارگذاری تصویر | دورهٔ صفوی                                    | ۳ کیلومتری جنوب‌غربی مشهد، انتهای شهرک سیدی، روستای خلج ۳۶°۱۳′۳۰″ شمالی ۵۹°۳۴′۳۵″ شرقی / ۳۶٫۲۲۵۰۰°شمالی ۵۹٫۵۷۶۳۹°شرقی                           | ۹۲۴۸      | ۲۴ تیر ۱۳۸۲     | [ ۶۸ ]  |
| ۵۹          | خانه مقبل‌السلطنه                     | بارگذاری تصویر | دورهٔ قاجار                                   | مشهد - محله سراب، بازارچهٔ سراب، پ ۲۲ ۳۶°۱۷′۳۶٫۳″ شمالی ۵۹°۳۶′۱۵٫۳″ شرقی / ۳۶٫۲۹۳۴۱۷°شمالی ۵۹٫۶۰۴۲۵۰°شرقی                                       | ۹۲۵۰      | ۲۴ تیر ۱۳۸۲     | [ ۶۹ ]  |
| ۶۰          | خانه کوزه‌کنانی                       | بارگذاری تصویر | دورهٔ قاجار                                   | مشهد - خیابان شیرازی، کوچهٔ چهارباغ، کوچهٔ پنجه                                                                                                  | ۹۲۵۲      | ۲۴ تیر ۱۳۸۲     | [ ۷۰ ]  |
| ۶۱          | حوض برجی                             |                | دورهٔ صفوی                                    | مشهد - فلکه آب، اول خیابان تهران، کوچهٔ کربلا                                                                                                   | ۹۲۵۳      | ۲۴ تیر ۱۳۸۲     | [ ۷۱ ]  |
| ۶۲          | آرامگاه ابوعلی فارمدی                | بارگذاری تصویر | سدهٔ ۵ ه‍. ق                                    | روستای فارمد ۳۶°۲۶′۳۲٫۹″ شمالی ۵۹°۴۲′۲۵٫۲″ شرقی / ۳۶٫۴۴۲۴۷۲°شمالی ۵۹٫۷۰۷۰۰۰°شرقی                                                               | ۹۲۸۲      | ۷ مرداد ۱۳۸۲    | [ ۷۲ ]  |
| ۶۳          | گورجای میلی مشهدی                    | بارگذاری تصویر | دورهٔ صفوی                                    | مشهد - میدان شهید گمنام، بلوار کامیاب | ۱۰۱۸۰     | ۲۳ شهریور ۱۳۸۲  | [ ۷۳ ]  |
| ۶۴          | خانقاه نعمت‌اللهی                     | بارگذاری تصویر | دورهٔ قاجار - اوایل دورهٔ پهلوی                | مشهد - خیابان شیرازی، کوچهٔ حاج هاشم، جنب هتپه طبرستان                                                                                          | ۱۰۹۱۴     | ۲۷ بهمن ۱۳۸۲    | [ ۷۴ ]  |
| ۶۵          | خانه سبزواری‌ها ۲                     | بارگذاری تصویر | اواخر دورهٔ قاجار                             | مشهد - خیابان آزادی، چهارراه شهدا، کوچهٔ غلامعلی رازفر                                                                                          | ۱۱۰۱۲     | ۱۷ مرداد ۱۳۸۳   | [ ۷۵ ]  |
| ۶۶          | خانه قدیمی موسوی                     | بارگذاری تصویر | دورهٔ قاجار                                   | مشهد - خیابان امام رضا، نرسیده به فلکهٔ آب، کوچهٔ کربلا، کوچهٔ دراز                                                                               | ۱۱۰۱۳     | ۱۷ مرداد ۱۳۸۳   | [ ۷۶ ]  |
| ۶۷          | خانه حناساب                          | بارگذاری تصویر | اواخر دورهٔ قاجار                             | مشهد - نواب صفوی ۴، کوچهٔ تاجرها، پ ۹۱ | ۱۱۰۱۴     | ۱۷ مرداد ۱۳۸۳   | [ ۷۷ ]  |
| ۶۸          | پل شاهی                              | بارگذاری تصویر | دورهٔ صفوی                                    | ۵ کیلومتری شمال مشهد ۲۵°۴۵′۵″ شمالی ۸۲°۴۰′۴۷″ شرقی / ۲۵٫۷۵۱۳۹°شمالی ۸۲٫۶۷۹۷۲°شرقی                                                              | ۱۱۰۱۵     | ۱۷ مرداد ۱۳۸۳   | [ ۷۸ ]  |
| ۶۹          | خانه اکبرزاده                        | بارگذاری تصویر | اواخر دورهٔ قاجار                             | مشهد - خیابان آزادی، کوچهٔ ساسان، پ ۴۹ | ۱۱۰۱۶     | ۱۷ مرداد ۱۳۸۳   | [ ۷۹ ]  |
| ۷۰          | خانه عباسیان حسینی                   |                | دورهٔ قاجار                                   | مشهد - خیابان شهید اندرزگو، بازار سرشور، سرشور ۳ ۳۶°۱۷′۱۲٫۵″ شمالی ۵۹°۳۶′۳۳٫۶″ شرقی / ۳۶٫۲۸۶۸۰۶°شمالی ۵۹٫۶۰۹۳۳۳°شرقی                           | ۱۱۰۱۷     | ۱۷ مرداد ۱۳۸۳   | [ ۸۰ ]  |
| ۷۱          | چهارطاقی سنگبر                       |                | دورهٔ تیموری                                  | روستای سنگبر ۳۶°۱۸′۲٫۹″ شمالی ۵۹°۴۶′۱۳٫۶″ شرقی / ۳۶٫۳۰۰۸۰۶°شمالی ۵۹٫۷۷۰۴۴۴°شرقی                                                                | ۱۱۰۱۸     | ۱۷ مرداد ۱۳۸۳   | [ ۸۱ ]  |
| ۷۲          | امامزاده یحیی                        |                | دورهٔ صفوی                                    | روستای میامی ۳۶°۱۵′۲۶٫۷″ شمالی ۶۰°۷′۳۱٫۱″ شرقی / ۳۶٫۲۵۷۴۱۷°شمالی ۶۰٫۱۲۵۳۰۶°شرقی                                                                | ۱۱۰۱۹     | ۱۷ مرداد ۱۳۸۳   | [ ۸۲ ]  |
| ۷۳          | یخدان تاریخی چهار برج                | بارگذاری تصویر | دورهٔ قاجار                                   | روستای چهاربرج | ۱۱۰۸۶     | ۱۶ شهریور ۱۳۸۳  | [ ۸۳ ]  |
| ۷۴          | یخدان کریم‌آباد                       | بارگذاری تصویر | دورهٔ قاجار                                   | بخش مرکزی - روستای کریم‌آباد | ۱۱۰۸۷     | ۱۶ شهریور ۱۳۸۳  | [ ۸۴ ]  |
| ۷۵          | حسینیه رحیمیان                       |                | دورهٔ قاجار                                   | مشهد - کوچهٔ نواب صفوی ۷، کوچهٔ عسگریه، پلاک ۵۴ ۳۶°۱۶′۸″ شمالی ۵۹°۳۵′۷″ شرقی / ۳۶٫۲۶۸۸۹°شمالی ۵۹٫۵۸۵۲۸°شرقی                                      | ۱۱۰۸۸     | ۱۶ شهریور ۱۳۸۳  | [ ۸۵ ]  |
| ۷۶          | خانه صاحب علم                        | بارگذاری تصویر | پهلوی اول                                    | مشهد - خیابان خسروی، بازار سرشور، سرشور ۱۴ | ۱۲۰۶۳     | ۱۲ تیر ۱۳۸۴     | [ ۸۶ ]  |
| ۷۷          | خانه عطاریان                         | بارگذاری تصویر | دورهٔ قاجار                                   | مشهد - خیابان آزادی، آزادی ۸، نخستین منزل دست راست ۳۶°۱۸′۸″ شمالی ۵۹°۳۶′۳۰″ شرقی / ۳۶٫۳۰۲۲۲°شمالی ۵۹٫۶۰۸۳۳°شرقی                                | ۱۲۰۶۴     | ۱۲ تیر ۱۳۸۴     | [ ۸۷ ]  |
| ۷۸          | خانه تمدنی                           | بارگذاری تصویر | اوایل دورهٔ پهلوی                             | مشهد - کوچهٔ خامنه‌ای، کوچهٔ شهید مجید قناد ۲، پ ۳۲                                                                                               | ۱۲۰۶۵     | ۱۲ تیر ۱۳۸۴     | [ ۸۸ ]  |
| ۷۹          | خانه موسوی                           | بارگذاری تصویر | اوایل دورهٔ پهلوی                             | مشهد - آزادی ۳، کوچهٔ شهید رامین محمدزاده، روبروی پ ۷۲ ۳۶°۱۸′۴۳″ شمالی ۵۹°۳۳′۳۵″ شرقی / ۳۶٫۳۱۱۹۴°شمالی ۵۹٫۵۵۹۷۲°شرقی                            | ۱۲۰۶۶     | ۱۲ تیر ۱۳۸۴     | [ ۸۹ ]  |
| ۸۰          | هتل پارس                             |                | اوایل دورهٔ پهلوی                             | مشهد - خیابان امام خمینی، روبروی باغ ملی ۳۶°۱۷′۱۹″ شمالی ۵۹°۳۶′۳″ شرقی / ۳۶٫۲۸۸۶۱°شمالی ۵۹٫۶۰۰۸۳°شرقی                                          | ۱۲۰۶۷     | ۱۲ تیر ۱۳۸۴     | [ ۹۰ ]  |
| ۸۱          | خانه طلایی                           | بارگذاری تصویر | پهلوی اول                                    | مشهد - میدان طبرسی، کوچهٔ نوغان، نبش نوغان ۴ | ۱۲۰۶۸     | ۱۲ تیر ۱۳۸۴     | [ ۹۱ ]  |
| ۸۲          | خانه سالاری                          |                | پهلوی اول                                    | مشهد - چهارراه شهدا، آرامگاه نادر، نبش کوچهٔ خوراکیان ۳۶°۱۷′۴۴٫۸″ شمالی ۵۹°۳۶′۳۸٫۸″ شرقی / ۳۶٫۲۹۵۷۷۸°شمالی ۵۹٫۶۱۰۷۷۸°شرقی                       | ۱۲۰۶۹     | ۱۲ تیر ۱۳۸۴     | [ ۹۲ ]  |
| ۸۳          | فرهنگسرای بهشت                       |                | پهلوی اول                                    | مشهد - خیابان امام خمینی، خیابان جنت ۳۶°۱۷′۳۵٫۷″ شمالی ۵۹°۳۵′۵۳٫۵″ شرقی / ۳۶٫۲۹۳۲۵۰°شمالی ۵۹٫۵۹۸۱۹۴°شرقی                                       | ۱۲۰۷۰     | ۱۲ تیر ۱۳۸۴     | [ ۹۳ ]  |
| ۸۴          | خانه لگزایی                          | بارگذاری تصویر | پهلوی اول                                    | مشهد - خیابان امام خمینی، خیابان جنت، جنب پارکینگ شهرداری                                                                                      | ۱۲۰۷۱     | ۱۲ تیر ۱۳۸۴     | [ ۹۴ ]  |
| ۸۵          | خانه خان‌منش                          | بارگذاری تصویر | پهلوی اول                                    | مشهد - خیابان امام خمینی، میدان شهدا، نبش کوچهٔ سجادی                                                                                           | ۱۲۰۷۲     | ۱۲ تیر ۱۳۸۴     | [ ۹۵ ]  |
| ۸۶          | خانه ظریف                            | بارگذاری تصویر | پهلوی اول                                    | مشهد - خیابان امام خمینی، کوچهٔ شاهین‌فر، بن‌بست جهان                                                                                             | ۱۲۰۷۳     | ۱۲ تیر ۱۳۸۴     | [ ۹۶ ]  |
| ۸۷          | خانه موسوی‌نژاد                       | بارگذاری تصویر | پهلوی اول                                    | مشهد - میدان شهدا، کوچهٔ حاج آقا جان، جنب هتل غدیر ۳۶°۱۷′۳۶٫۱″ شمالی ۵۹°۳۷′۱۳٫۶″ شرقی / ۳۶٫۲۹۳۳۶۱°شمالی ۵۹٫۶۲۰۴۴۴°شرقی                          | ۱۲۰۷۴     | ۱۲ تیر ۱۳۸۴     | [ ۹۷ ]  |
| ۸۸          | منزل امینی                           | بارگذاری تصویر | پهلوی اول                                    | مشهد - پنج‌راه پایین خیابان، وحدت ۱۳، پ ۲۱۵ | ۱۲۰۷۵     | ۱۲ تیر ۱۳۸۴     | [ ۹۸ ]  |
| ۸۹          | خانه امیری                           | بارگذاری تصویر | دورهٔ قاجار                                   | مشهد - خیابان نواب صفوی، نواب صفوی ۹، پ ۳۵۱ ۳۶°۱۷′۳۹″ شمالی ۵۹°۳۳′۴۱″ شرقی / ۳۶٫۲۹۴۱۷°شمالی ۵۹٫۵۶۱۳۹°شرقی                                      | ۱۲۱۳۲     | ۳۰ تیر ۱۳۸۴     | [ ۹۹ ]  |
| ۹۰          | خانه کاظم‌زاده                        | بارگذاری تصویر | دورهٔ قاجار                                   | مشهد - اوایل خیابان خسروی، بعد از دومین کوچهٔ فرعی                                                                                              | ۱۲۳۷۳     | ۱۱ مرداد ۱۳۸۴   | [ ۱۰۰ ] |
| ۹۱          | خانه توکلی                           |                | دورهٔ قاجار                                   | مشهد - خیابان نواب صفوی، کوچهٔ عسگریه ۳۶°۱۷′۳٫۱″ شمالی ۵۹°۳۷′۱۱٫۳″ شرقی / ۳۶٫۲۸۴۱۹۴°شمالی ۵۹٫۶۱۹۸۰۶°شرقی                                        | ۱۲۳۷۴     | ۱۱ مرداد ۱۳۸۴   | [ ۱۰۱ ] |
| ۹۲          | نمای گرمابه سعدی                     |                | پهلوی اول                                    | مشهد - خیابان امام خمینی، گنبدسبز، کوچهٔ خامنه‌ای ۳۶°۱۷′۱۵٫۱″ شمالی ۵۹°۳۶′۱۷٫۹″ شرقی / ۳۶٫۲۸۷۵۲۸°شمالی ۵۹٫۶۰۴۹۷۲°شرقی                            | ۱۲۳۷۵     | ۱۱ مرداد ۱۳۸۴   | [ ۱۰۲ ] |
| ۹۳          | خانه سلماسی                          | بارگذاری تصویر | دورهٔ پهلوی                                   | مشهد - حاشیه خیابان جنت، نرسیده به کوچهٔ ساسان                                                                                                  | ۱۲۳۷۶     | ۱۱ مرداد ۱۳۸۴   | [ ۱۰۳ ] |
| ۹۴          | نمای خانه تقوی                       | بارگذاری تصویر | پهلوی اول                                    | مشهد - خیابان طبرسی، کوچهٔ نوغان، بین نوغان ۴ و ۶                                                                                               | ۱۲۳۷۷     | ۱۱ مرداد ۱۳۸۴   | [ ۱۰۴ ] |
| ۹۵          | نمای انبار آقای کمالی                | بارگذاری تصویر | پهلوی اول                                    | مشهد - خیابان امام خمینی، نبش چهارراه سعدی | ۱۲۳۷۸     | ۱۱ مرداد ۱۳۸۴   | [ ۱۰۵ ] |
| ۹۶          | خانه سیدان                           | بارگذاری تصویر | دورهٔ قاجار                                   | مشهد - وحدت ۲۱، کوچهٔ غلام حیدر پاکسید، بلوک دوم                                                                                                | ۱۲۳۷۹     | ۱۱ مرداد ۱۳۸۴   | [ ۱۰۶ ] |
| ۹۷          | خانه مسکونی جوان صبور                | بارگذاری تصویر | دورهٔ قاجار                                   | مشهد - وحدت ۱۱، کوچهٔ کاتب، پ ۱۰۳ ۳۶°۱۷′۷″ شمالی ۵۹°۳۷′۱۵″ شرقی / ۳۶٫۲۸۵۲۸°شمالی ۵۹٫۶۲۰۸۳°شرقی                                                  | ۱۲۳۸۰     | ۱۱ مرداد ۱۳۸۴   | [ ۱۰۷ ] |
| ۹۸          | خانه مسکونی تفتی                     | بارگذاری تصویر | اواخر دورهٔ قاجار                             | مشهد - میدان سراب، کوچهٔ قائم مقامی، پ ۳ | ۱۲۳۸۱     | ۱۱ مرداد ۱۳۸۴   | [ ۱۰۸ ] |
| ۹۹          | هنرستان صنعتی شهید بهشتی             | بارگذاری تصویر | پهلوی اول                                    | مشهد - ضلع غربی، میدان دکتر شریعتی، تقی‌آباد ۳۶°۱۷′۲۸″ شمالی ۵۹°۳۵′۶″ شرقی / ۳۶٫۲۹۱۱۱°شمالی ۵۹٫۵۸۵۰۰°شرقی                                       | ۱۲۳۸۲     | ۱۱ مرداد ۱۳۸۴   | [ ۱۰۹ ] |
| ۱۰۰         | خانه مسکونی کرمانی                   | بارگذاری تصویر | دورهٔ قاجار                                   | مشهد - خیابان نواب صفوی، حاشیهٔ نواب صفوی ۱۱، پ ۱۳۲ ۳۶°۱۷′۷″ شمالی ۵۹°۳۷′۱۶″ شرقی / ۳۶٫۲۸۵۲۸°شمالی ۵۹٫۶۲۱۱۱°شرقی                                | ۱۲۳۸۳     | ۱۱ مرداد ۱۳۸۴   | [ ۱۱۰ ] |
| ۱۰۱         | خانه مسکونی بلخاست                   | بارگذاری تصویر | دورهٔ قاجار                                   | مشهد - خیابان نواب صفوی ۱۱، کوچهٔ کاظم ذبیح‌الهی، پ ۱۱                                                                                           | ۱۲۳۸۴     | ۱۱ مرداد ۱۳۸۴   | [ ۱۱۱ ] |
| ۱۰۲         | خانه مسکونی علیزاده                  | بارگذاری تصویر | پهلوی اول                                    | مشهد - خیابان شهید رجایی، کوچهٔ شوکت الدوله، پ ۴                                                                                                | ۱۲۳۸۵     | ۱۱ مرداد ۱۳۸۴   | [ ۱۱۲ ] |
| ۱۰۳         | خانه رجب‌پور                          | بارگذاری تصویر | دورهٔ قاجار                                   | مشهد - خیابان شیراز ۲۰، کوچهٔ باغ عنبر، پ ۱۴۸                                                                                                   | ۱۲۳۸۶     | ۱۱ مرداد ۱۳۸۴   | [ ۱۱۳ ] |
| ۱۰۴         | خانه زرین‌زاده                        | بارگذاری تصویر | دورهٔ قاجار                                   | مشهد - خیابان نواب صفوی، نواب صفوی ۱۱، پ ۶ | ۱۲۳۸۷     | ۱۱ مرداد ۱۳۸۴   | [ ۱۱۴ ] |
| ۱۰۵         | نمای منزل کمالی                      | بارگذاری تصویر | دورهٔ قاجار                                   | مشهد - میدان شهدا، تقاطع خسروی، روبروی بانک ملت ۳۶°۱۷′۱۸″ شمالی ۵۹°۳۶′۱۴″ شرقی / ۳۶٫۲۸۸۳۳°شمالی ۵۹٫۶۰۳۸۹°شرقی                                  | ۱۲۳۸۸     | ۱۱ مرداد ۱۳۸۴   | [ ۱۱۵ ] |
| ۱۰۶         | خانه مسکونی ناظران                   |                | اواخر دورهٔ قاجار                             | مشهد - خیابان نواب صفوی، کوچهٔ عسگریه، مقابل تکیهٔ یزدی‌ها ۳۶°۱۷′۲٫۴″ شمالی ۵۹°۳۷′۶٫۸″ شرقی / ۳۶٫۲۸۴۰۰۰°شمالی ۵۹٫۶۱۸۵۵۶°شرقی                      | ۱۲۳۸۹     | ۱۱ مرداد ۱۳۸۴   | [ ۱۱۶ ] |
| ۱۰۷         | خانه اردکانی                         | بارگذاری تصویر | اواخر دورهٔ قاجار                             | مشهد - وحدت ۲۱، کوچهٔ صفار شاهرودی، پ ۱۲۷ | ۱۲۳۹۱     | ۱۱ مرداد ۱۳۸۴   | [ ۱۱۷ ] |
| ۱۰۸         | نمای مطب دکتر اسکندری                | بارگذاری تصویر | پهلوی اول                                    | مشهد - خیابان امام خمینی، کوچهٔ درمانگاه حضرت ابوالفضل                                                                                          | ۱۲۳۹۲     | ۱۱ مرداد ۱۳۸۴   | [ ۱۱۸ ] |
| ۱۰۹         | خانه غفوری                           |                | دورهٔ قاجار                                   | مشهد - خیابان نواب صفوی، کوچهٔ مسجد محمدیه، پ ۸۵                                                                                                | ۱۲۳۹۳     | ۱۱ مرداد ۱۳۸۴   | [ ۱۱۹ ] |
| ۱۱۰         | نمای مطب دکتر شیبانی                 |                | پهلوی اول                                    | مشهد - خیابان امام خمینی، نبش خیابان سعدی | ۱۲۳۹۴     | ۱۱ مرداد ۱۳۸۴   | [ ۱۲۰ ] |
| ۱۱۱         | نمای سرای فولاد کار                  | بارگذاری تصویر | اواخر دورهٔ قاجار                             | مشهد - خیابان نواب صفوی (پایین خیابان)، نبش نواب ۱۰                                                                                            | ۱۲۳۹۵     | ۱۱ مرداد ۱۳۸۴   | [ ۱۲۱ ] |
| ۱۱۲         | قلعه سنگی چهل من سنگ                 | بارگذاری تصویر | صدر اسلام - دورهٔ صفوی                        | بخش رضویه - روستای چهل من سنگ علیا | ۱۲۹۴۴     | ۱۹ مرداد ۱۳۸۴   | [ ۱۲۲ ] |
| ۱۱۳         | قلعه کافر کوه سفید                   | بارگذاری تصویر | سده‌های میانه اسلامی                          | بخش رضویه - روستای کوه سفید | ۱۲۹۵۶     | ۱۹ مرداد ۱۳۸۴   | [ ۱۲۳ ] |
| ۱۱۴         | حوض‌انبار میرزا عرب                   |                | دورهٔ صفوی                                    | روستای قرقروک سفلی | ۱۲۹۵۷     | ۱۹ مرداد ۱۳۸۴   | [ ۱۲۴ ] |
| ۱۱۵         | منزل جواهری                          | بارگذاری تصویر | پهلوی اول                                    | مشهد - خیابان اندرزگو، کوچهٔ سرشور ۱۳، پ ۲۱۱ | ۱۳۱۰۳     | ۲۲ مرداد ۱۳۸۴   | [ ۱۲۵ ] |
| ۱۱۶         | نمای بیرونی سرای عروس                | بارگذاری تصویر | پهلوی اول                                    | مشهد - خیابان خسروی، حد فاصل چهار طبقه و چهارراه خسروی                                                                                         | ۱۳۱۰۴     | ۲۲ مرداد ۱۳۸۴   | [ ۱۲۶ ] |
| ۱۱۷         | منزل نوریان                          |                | پهلوی اول                                    | مشهد - کوچهٔ آیت‌الله خامنه‌ای، روبروی پارک محلی                                                                                                  | ۱۳۱۰۵     | ۲۲ مرداد ۱۳۸۴   | [ ۱۲۷ ] |
| ۱۱۸         | خانه دکتر حشمت اعتمادی               | بارگذاری تصویر | پهلوی اول                                    | مشهد - خیابان آزادی، کوچهٔ شهید مهاجر و پسران، پ ۷۱۹                                                                                            | ۱۳۱۰۶     | ۲۲ مرداد ۱۳۸۴   | [ ۱۲۸ ] |
| ۱۱۹         | منزل شیخ‌الاسلامی                     | بارگذاری تصویر | پهلوی اول                                    | مشهد - میدان شهدا، کوچهٔ شهید هاشمی نژاد، پ ۸۷                                                                                                  | ۱۳۱۰۷     | ۲۲ مرداد ۱۳۸۴   | [ ۱۲۹ ] |
| ۱۲۰         | خانه تاریخی هوشمند                   | بارگذاری تصویر | دوران‌های تاریخی پس از اسلام                  | مشهد - چهارراه شهدا، کوچهٔ شهید حسین درخشانی، پ ۵۴                                                                                              | ۱۳۱۵۸     | ۲۲ مرداد ۱۳۸۴   | [ ۱۳۰ ] |
| ۱۲۱         | خانه وطن‌چی                           | بارگذاری تصویر | دورهٔ قاجار                                   | مشهد - خیابان خسروی، جنب سرای عروس، طبقهٔ دوم ۳۶°۱۷′۱۸″ شمالی ۵۹°۳۶′۱۳″ شرقی / ۳۶٫۲۸۸۳۳°شمالی ۵۹٫۶۰۳۶۱°شرقی                                     | ۱۳۱۶۰     | ۲۲ مرداد ۱۳۸۴   | [ ۱۳۱ ] |
| ۱۲۲         | خانه پیشه‌وران                        | بارگذاری تصویر | پهلوی اول                                    | مشهد - خیابان خسروی، کوچهٔ سه شهید، پ ۴۲ | ۱۳۳۶۵     | ۲۵ مرداد ۱۳۸۴   | [ ۱۳۲ ] |
| ۱۲۳         | خانه یزدان‌پرست                       | بارگذاری تصویر | پهلوی اول                                    | مشهد - بلوار وحدت، وحدت ۲۱، کوچهٔ شمیری‌ها، پ ۴                                                                                                  | ۱۳۳۶۶     | ۲۵ مرداد ۱۳۸۴   | [ ۱۳۳ ] |
| ۱۲۴         | خانه حسینی                           | بارگذاری تصویر | پهلوی اول                                    | مشهد - میدان شهدا، خیابان توحید، نبش توحید ۶                                                                                                   | ۱۳۳۶۷     | ۲۵ مرداد ۱۳۸۴   | [ ۱۳۴ ] |
| ۱۲۵         | خانه حسن‌زاده                         | بارگذاری تصویر | پهلوی اول                                    | مشهد - خیابان شاهین‌فر، کوچهٔ جهان‌بخت، کوچهٔ شهید عرفانی ۱۰                                                                                       | ۱۳۳۶۸     | ۲۵ مرداد ۱۳۸۴   | [ ۱۳۵ ] |
| ۱۲۶         | خانه سبزواری‌زاده                     | بارگذاری تصویر | پهلوی اول                                    | مشهد - چهارراه شهدا، خیابان شیرازی ۱۱، انتهای کوچه                                                                                             | ۱۳۳۶۹     | ۲۵ مرداد ۱۳۸۴   | [ ۱۳۶ ] |
| ۱۲۷         | کلیسای ده دی                         |                | پهلوی دوم                                    | مشهد - خیابان امام خمینی، امام خمینی ۳۴، پ ۱۳ و ۱۵ ۳۶°۱۷′۲″ شمالی ۵۹°۳۵′۵۴″ شرقی / ۳۶٫۲۸۳۸۹°شمالی ۵۹٫۵۹۸۳۳°شرقی                                | ۱۳۳۷۰     | ۲۵ مرداد ۱۳۸۴   | [ ۱۳۷ ] |
| ۱۲۸         | خانه احمدیان                         | بارگذاری تصویر | پهلوی اول                                    | مشهد - خیابان آزادی، کوچهٔ بهاء التولیه، (نوغان ۴)، کوچهٔ بن‌بست، پ ۴۶                                                                            | ۱۳۳۷۱     | ۲۵ مرداد ۱۳۸۴   | [ ۱۳۸ ] |
| ۱۲۹         | خانه موسوی                           | بارگذاری تصویر | پهلوی اول                                    | مشهد - خیابان نواب صفوی، بلوار وحدت، وحدت ۲۱، کوچهٔ کشمیری‌ها، پ ۷                                                                               | ۱۳۳۷۲     | ۲۵ مرداد ۱۳۸۴   | [ ۱۳۹ ] |
| ۱۳۰         | نمای خانه قهرمان‌پور                  | بارگذاری تصویر | پهلوی اول                                    | مشهد - خیابان آزادی، کوچهٔ مخابرات، پ ۹۲ | ۱۳۳۷۳     | ۲۵ مرداد ۱۳۸۴   | [ ۱۴۰ ] |
| ۱۳۱         | اداره هلال احمر                      |                | پهلوی دوم                                    | مشهد - بلوار امام خمینی (ارگ)، روبروی کمیتهٔ امداد امام خمینی ۳۶°۱۷′۷٫۲″ شمالی ۵۹°۳۵′۵۱٫۲″ شرقی / ۳۶٫۲۸۵۳۳۳°شمالی ۵۹٫۵۹۷۵۵۶°شرقی                | ۱۳۳۷۴     | ۲۵ مرداد ۱۳۸۴   | [ ۱۴۱ ] |
| ۱۳۲         | کلیسای انجیلی                        |                | پهلوی اول                                    | مشهد - خیابان جنت، کوچهٔ گلستان، جنب سوپر کوهسار، پ ۵۳ ۳۶°۱۷′۲۷٫۲″ شمالی ۵۹°۳۵′۵۲٫۵″ شرقی / ۳۶٫۲۹۰۸۸۹°شمالی ۵۹٫۵۹۷۹۱۷°شرقی                      | ۱۳۳۷۵     | ۲۵ مرداد ۱۳۸۴   | [ ۱۴۲ ] |
| ۱۳۳         | خانه قدیمی وهاب‌زاده                  | بارگذاری تصویر | اواخر دورهٔ قاجار - اوایل دورهٔ پهلوی          | مشهد - خیابان خاکی، کوچهٔ آخوند خراسانی ۹، کوچهٔ سینما آسیا، پ ۷۳                                                                                | ۱۳۴۲۲     | ۶ مهر ۱۳۸۴      | [ ۱۴۳ ] |
| ۱۳۴         | بازار فرش                            |                | دورهٔ قاجار                                   | مشهد - خیابان شهید اندرزگو، کوچهٔ بازار بزرگ ۳۶°۱۷′۱۳٫۵″ شمالی ۵۹°۳۶′۳۶٫۳″ شرقی / ۳۶٫۲۸۷۰۸۳°شمالی ۵۹٫۶۱۰۰۸۳°شرقی                                | ۱۳۴۹۹     | ۶ مهر ۱۳۸۴      | [ ۱۴۴ ] |
| ۱۳۵         | خانه باغ چهار برج توس                | بارگذاری تصویر | دورهٔ قاجار                                   | روستای چهاربرج | ۱۳۵۰۰     | ۶ مهر ۱۳۸۴      | [ ۱۴۵ ] |
| ۱۳۶         | باغ ملی                              |                | پهلوی اول                                    | مشهد - میدان شهدا، خیابان امام خمینی، نرسیده به چهارراه مدرس، جنب ادارهٔ بازرگانی ۳۶°۱۷′۲۲″ شمالی ۵۹°۳۵′۵۹″ شرقی / ۳۶٫۲۸۹۴۴°شمالی ۵۹٫۵۹۹۷۲°شرقی | ۱۳۸۵۹     | ۲۵ آبان ۱۳۸۴    | [ ۱۴۶ ] |
| ۱۳۷         | سرای ترکمن‌ها                         | بارگذاری تصویر | پهلوی اول                                    | مشهد - چهارراه شهدا، خیابان آزادی، کوچهٔ مخابرات، دومین فرعی، سمت راست، پ ۳                                                                     | ۱۳۸۶۰     | ۲۵ آبان ۱۳۸۴    | [ ۱۴۷ ] |
| ۱۳۸         | خانه زرعی                            | بارگذاری تصویر | پهلوی اول                                    | مشهد - خیابان شیرازی، کوچهٔ ملاهاشم، کوچهٔ حمام برق، پ ۱/۲۹                                                                                      | ۱۳۸۷۳     | ۲۵ آبان ۱۳۸۴    | [ ۱۴۸ ] |
| ۱۳۹         | بدنه خیابان نواب صفوی                |                | اواخر دورهٔ قاجار                             | مشهد - خیابان نواب صفوی حد فاصل حرم امام رضا تا میدان عدالت، بین نواب ۱ و ۳ ۳۶°۱۷′۶٫۸″ شمالی ۵۹°۳۷′۹٫۵″ شرقی / ۳۶٫۲۸۵۲۲۲°شمالی ۵۹٫۶۱۹۳۰۶°شرقی  | ۱۳۸۷۴     | ۲۵ آبان ۱۳۸۴    | [ ۱۴۹ ] |
| ۱۴۰         | نمای خانه آقای احمدی                 | بارگذاری تصویر | پهلوی اول                                    | مشهد - خیابان آخوند خراسانی، نبش آخوند خراسانی ۱۹ (کوچهٔ ارگ)                                                                                   | ۱۳۸۷۵     | ۲۵ آبان ۱۳۸۴    | [ ۱۵۰ ] |
| ۱۴۱         | نمای بدنه‌های خیابان شیرازی           | بارگذاری تصویر | دورهٔ صفویه - قاجار                           | مشهد - خیابان شیرازی (بالا خیابان) حد فاصل حرم امام رضا و میدان شهدا                                                                           | ۱۳۸۷۶     | ۲۵ آبان ۱۳۸۴    | [ ۱۵۱ ] |
| ۱۴۲         | خانه مجیدنیا                         | بارگذاری تصویر | دورهٔ پهلوی                                   | مشهد - خیابان آخوند خراسانی ۲۰، پ ۱ | ۱۳۸۷۷     | ۲۵ آبان ۱۳۸۴    | [ ۱۵۲ ] |
| ۱۴۳         | خانه داوری                           | بارگذاری تصویر | اوایل دورهٔ پهلوی                             | مشهد - خیابان خسروی، کوچهٔ پاساژ خیام، پ ۲ | ۱۳۸۷۸     | ۲۵ آبان ۱۳۸۴    | [ ۱۵۳ ] |
| ۱۴۴         | خانه محمدی                           | بارگذاری تصویر | دورهٔ پهلوی                                   | مشهد - خیابان نواب صفوی، خیابان عباس قلی خان، کوچهٔ محمدیه، کوچهٔ شهید رکابی، پ ۹۹                                                               | ۱۳۸۷۹     | ۲۵ آبان ۱۳۸۴    | [ ۱۵۴ ] |
| ۱۴۵         | مزار خواجه زمانی                     | بارگذاری تصویر | پهلوی اول                                    | روستای شرشر | ۱۳۸۸۰     | ۲۵ آبان ۱۳۸۴    | [ ۱۵۵ ] |
| ۱۴۶         | خانه براتی                           | بارگذاری تصویر | دورهٔ پهلوی                                   | مشهد - خیابان نواب صفوی، کوچهٔ حسنقلی، پ ۴۵ | ۱۳۸۸۱     | ۲۵ آبان ۱۳۸۴    | [ ۱۵۶ ] |
| ۱۴۷         | ساختمان مطب دکتر ضیائی               | بارگذاری تصویر | دورهٔ پهلوی                                   | مشهد - تقاطع خ ارگ و خسروی، ضلع شمالی خیابان خسروی، پ ۲۱                                                                                       | ۱۳۸۸۲     | ۲۵ آبان ۱۳۸۴    | [ ۱۵۷ ] |
| ۱۴۸         | نمای خانه آقای درایتی                | بارگذاری تصویر | پهلوی اول                                    | مشهد - میدان شهدا، خیابان توحید، نبش کوچهٔ ازغدی                                                                                                | ۱۳۸۸۳     | ۲۵ آبان ۱۳۸۴    | [ ۱۵۸ ] |
| ۱۴۹         | خانه بنی‌هاشمی                        |                | پهلوی اول                                    | مشهد - خیابان دانشگاه، دانشگاهی ۱۵، پلاک‌های ۲۸ و ۲۹ ۳۶°۱۷′۴۸٫۲″ شمالی ۵۹°۳۵′۵۶٫۴″ شرقی / ۳۶٫۲۹۶۷۲۲°شمالی ۵۹٫۵۹۹۰۰۰°شرقی                        | ۱۳۹۱۵     | ۹ بهمن ۱۳۸۴     | [ ۱۵۹ ] |
| ۱۵۰         | خانه توکلی‌زاده                       | بارگذاری تصویر | پهلوی اول                                    | مشهد - فلکهٔ سراب، خ سعدی، بین سعدی ۱۸ و ۲۰، پ ۴۹ ۳۶°۲۰′۳۲٫۹″ شمالی ۵۹°۲۵′۴۵٫۴″ شرقی / ۳۶٫۳۴۲۴۷۲°شمالی ۵۹٫۴۲۹۲۷۸°شرقی                           | ۱۳۹۱۷     | ۹ بهمن ۱۳۸۴     | [ ۱۶۰ ] |
| ۱۵۱         | خانه دختر ملک                        | بارگذاری تصویر | پهلوی اول                                    | مشهد - خیابان آخوند خراسانی، کوچهٔ فروغ، پ ۱۹۹                                                                                                  | ۱۴۰۰۲     | ۹ بهمن ۱۳۸۴     | [ ۱۶۱ ] |
| ۱۵۲         | خانه الستی                           | بارگذاری تصویر | پهلوی دوم                                    | مشهد - خیابان پاسداران، پاسداران ۵، پ ۹۳ | ۱۴۰۰۴     | ۹ بهمن ۱۳۸۴     | [ ۱۶۲ ] |
| ۱۵۳         | سرسرای ورودی خانه امیر فخریان        | بارگذاری تصویر | دورهٔ پهلوی                                   | مشهد - میدان طبرسی، کوچهٔ محراب، کوچهٔ طلایی، بن‌بست اول، سمت راست، پ ۳۶                                                                          | ۱۴۰۰۶     | ۹ بهمن ۱۳۸۴     | [ ۱۶۳ ] |
| ۱۵۴         | خانه فولادی                          | بارگذاری تصویر | پهلوی اول                                    | مشهد - میدان امام رضا، پ ۱۵۸ | ۱۴۱۴۹     | ۹ بهمن ۱۳۸۴     | [ ۱۶۴ ] |
| ۱۵۵         | ساختمان اداره دارایی                 |                | اوایل پهلوی دوم                              | مشهد - میدان شهدا، خیابان امام خمینی، سه‌راه جم، ادارهٔ دارایی ۳۶°۱۷′۱۱٫۵″ شمالی ۵۹°۳۵′۵۵٫۰″ شرقی / ۳۶٫۲۸۶۵۲۸°شمالی ۵۹٫۵۹۸۶۱۱°شرقی               | ۱۴۳۵۵     | ۱۶ اسفند ۱۳۸۴   | [ ۱۶۵ ] |
| ۱۵۶         | ساختمان شهرداری مشهد                 |                | اوایل پهلوی دوم                              | مشهد - ضلع جنوبی میدان شهدا ۳۶°۱۷′۵۰٫۵″ شمالی ۵۹°۳۶′۱۸٫۷″ شرقی / ۳۶٫۲۹۷۳۶۱°شمالی ۵۹٫۶۰۵۱۹۴°شرقی                                                | ۱۴۳۵۸     | ۱۶ اسفند ۱۳۸۴   | [ ۱۶۶ ] |
| ۱۵۷         | بانک ملی مرکزی                       |                | اوایل پهلوی دوم                              | مشهد - میدان شهدا، خیابان امام خمینی، نرسیده به خیابان ثبت ۳۶°۱۷′۱۵٫۹″ شمالی ۵۹°۳۶′۲٫۵″ شرقی / ۳۶٫۲۸۷۷۵۰°شمالی ۵۹٫۶۰۰۶۹۴°شرقی                  | ۱۴۳۵۹     | ۱۶ اسفند ۱۳۸۴   | [ ۱۶۷ ] |
| ۱۵۸         | بقعه سیدعبدالله برزش‌آباد             | بارگذاری تصویر | اواخر دورهٔ صفوی                              | شرق روستای برزش‌آباد ۳۶°۲۲′۵٫۱″ شمالی ۵۹°۴۶′۱۳٫۲″ شرقی / ۳۶٫۳۶۸۰۸۳°شمالی ۵۹٫۷۷۰۳۳۳°شرقی                                                         | ۱۵۵۶۲     | ۱۷ خرداد ۱۳۸۵   | [ ۱۶۸ ] |
| ۱۵۹         | آسیاب سلطان‌آباد                      | بارگذاری تصویر | دورهٔ قاجار                                   | بخش احمدآباد - دهستان پیوه ژن، ۲ کیلومتری شرق روستای سلطان‌آباد                                                                                 | ۲۲۲۹۴     | ۲۷ اسفند ۱۳۸۶   | [ ۱۶۹ ] |
| ۱۶۰         | قلعه پاسگاه هلالی                    |                | اواخر دورهٔ قاجار                             | ضلع شرقی روستای شرشر ۳۶°۲۰′۱۷٫۳″ شمالی ۵۹°۵۱′۲۰٫۹″ شرقی / ۳۶٫۳۳۸۱۳۹°شمالی ۵۹٫۸۵۵۸۰۶°شرقی                                                       | ۲۲۲۹۸     | ۲۷ اسفند ۱۳۸۶   | [ ۱۷۰ ] |
| ۱۶۱         | آسیاب کنویست                         | بارگذاری تصویر | پهلوی اول                                    | ضلع جنوبی روستای کنویست | ۲۳۰۹۱     | ۲ مرداد ۱۳۸۷    | [ ۱۷۱ ] |
| ۱۶۲         | میدان دهم دی مشهد                    |                | دورهٔ پهلوی                                   | مشهد - خیابان امام خمینی ۳۶°۱۷′۲٫۷″ شمالی ۵۹°۳۵′۵۱٫۱″ شرقی / ۳۶٫۲۸۴۰۸۳°شمالی ۵۹٫۵۹۷۵۲۸°شرقی                                                    | ۲۴۳۹۴     | ۲۱ بهمن ۱۳۸۷    | [ ۱۷۲ ] |
| ۱۶۳         | حمام قاسم‌آباد                        | بارگذاری تصویر | اواخر دورهٔ صفوی                              | بخش احمدآباد - دهستان پیوه ژن، روستای قاسم‌آباد ۳۶°۳′۱۷″ شمالی ۵۹°۱۷′۵۶″ شرقی / ۳۶٫۰۵۴۷۲°شمالی ۵۹٫۲۹۸۸۹°شرقی                                    | ۲۴۹۸۲     | ۱۸ اسفند ۱۳۸۷   | [ ۱۷۳ ] |
| ۱۶۴         | حمام کوشک مهدی                       | بارگذاری تصویر | اواخر دورهٔ قاجار                             | روستای کوشک مهدی | ۲۸۱۰۰     | ۱ آذر ۱۳۸۸      | [ ۲ ]   |
| ۱۶۵         | آب‌انبار طرق                          | بارگذاری تصویر | دورهٔ قاجار                                   | شهرک طرق | ۲۹۰۶۹     | ۱۳ بهمن ۱۳۸۸    | [ ۲ ]   |
| ۱۶۶         | حمام اسحاق‌خان                        | بارگذاری تصویر | اوایل دورهٔ قاجار                             | روستای شریف‌آباد | ۲۹۲۸۶     | ۱۳ بهمن ۱۳۸۸    | [ ۲ ]   |
| ۱۶۷         | حمام پیوه ژن                         | بارگذاری تصویر | دورهٔ صفوی                                    | روستای پیوه ژن | ۳۰۴۷۴     | ۸ دی ۱۳۹۰       | [ ۲ ]   |
| ۱۶۸         | خانه ساختیانچی                       | بارگذاری تصویر | پهلوی اول                                    | مشهد - خیابان امام خمینی، خیابان جنت، جنت ۲، پ ۷۸ ۳۶°۱۷′۲۶٫۹″ شمالی ۵۹°۳۵′۵۸٫۸″ شرقی / ۳۶٫۲۹۰۸۰۶°شمالی ۵۹٫۵۹۹۶۶۷°شرقی                          | ۳۱۶۴۴     | ۱۵ دی ۱۳۹۵      | [ ۲ ]   |
| ۱۶۹         | ایستگاه راه‌آهن مشهد                  |                | پهلوی اول و دوم                              | مشهد - میدان راه‌آهن، ایستگاه راه‌آهن ۳۶°۱۸′۱۶٫۸″ شمالی ۵۹°۳۷′۲۹٫۳″ شرقی / ۳۶٫۳۰۴۶۶۷°شمالی ۵۹٫۶۲۴۸۰۶°شرقی                                        | ۳۱۶۴۷     | ۱۱ آذر ۱۳۹۵     | [ ۲ ]   |
| —           | کارخانه نخریسی مشهد                  | بارگذاری تصویر | پهلوی اول                                    | مشهد، چهارراه نخریسی، تقاطع خیابان هفده شهریور و فدائیان اسلام ۳۶°۱۶′۳″ شمالی ۵۹°۳۶′۳۷″ شرقی / ۳۶٫۲۶۷۵۰°شمالی ۵۹٫۶۱۰۲۸°شرقی                    | ۳۲۸۴۱     | ۱۰ تیر ۱۳۹۹     | [ ۱۷۴ ] |
| سدها        |                                      |                |                                              | |           |                 |         |
| ۱۷۰         | سد قدیمی طرق                         |                | دورهٔ تیموری                                  | ۵۰ کیلومتری غرب شهرک طرق ۳۶°۱۰′۳۳٫۸″ شمالی ۵۹°۳۳′۱۳٫۶″ شرقی / ۳۶٫۱۷۶۰۵۶°شمالی ۵۹٫۵۵۳۷۷۸°شرقی                                                   | ۲۹۲۷۹     | ۱۳ بهمن ۱۳۸۸    | [ ۲ ]   |
| باغ‌ها       |                                      |                |                                              | |           |                 |         |
| ۱۷۱         | باغ خونی                             | بارگذاری تصویر | دورهٔ قاجار                                   | مشهد - خیابان عنصری ۳۶°۱۶′۹″ شمالی ۵۹°۳۶′۴۷″ شرقی / ۳۶٫۲۶۹۱۷°شمالی ۵۹٫۶۱۳۰۶°شرقی                                                               | ۳۲۴۰      | ۲۵ اسفند ۱۳۷۹   | [ ۱۷۵ ] |
| تپه‌ها       |                                      |                |                                              | |           |                 |         |
| ۱۷۲         | تپه پاژ                              |                | سده‌های اولیه و میانی اسلامی                  | روستای پاژ ۳۶°۲۸′۳۹٫۷″ شمالی ۵۹°۴۰′۱۹٫۳″ شرقی / ۳۶٫۴۷۷۶۹۴°شمالی ۵۹٫۶۷۲۰۲۸°شرقی                                                                 | ۳۲۴۱      | ۲۵ اسفند ۱۳۷۹   | [ ۲ ]   |
| ۱۷۳         | تپه نادری                            | بارگذاری تصویر | پیشاتاریخ - تاریخی                           | بخش احمدآباد - دهستان سرجام، روستای احمدآباد طرق                                                                                               | ۳۶۸۲      | ۲۵ اسفند ۱۳۷۹   | [ ۱۷۶ ] |
| ۱۷۴         | قره‌تپه                               | بارگذاری تصویر | پیشاتاریخ                                    | ۳ کیلومتری شمال روستای دوین | ۴۰۲۷      | ۱۰ مهر ۱۳۸۰     | [ ۱۷۷ ] |
| ۱۷۵         | تپه توپدرخت                          | بارگذاری تصویر | پیشاتاریخ                                    | روستای توپ‌درخت ۳۶°۳۲′۳۲″ شمالی ۵۹°۲۱′۱۱″ شرقی / ۳۶٫۵۴۲۲۲°شمالی ۵۹٫۳۵۳۰۶°شرقی                                                                   | ۴۰۲۸      | ۱۰ مهر ۱۳۸۰     | [ ۱۷۸ ] |
| ۱۷۶         | تپه دوین                             | بارگذاری تصویر | پیشاتاریخ                                    | بخش مرکزی - روستای دوین | ۴۰۲۹      | ۱۰ مهر ۱۳۸۰     | [ ۱۷۹ ] |
| ۱۷۷         | تپه قادرآباد                         | بارگذاری تصویر | پیشاتاریخ                                    | مابین روستای قادرآباد و گرمه | ۴۰۳۲      | ۱۰ مهر ۱۳۸۰     | [ ۱۸۰ ] |
| ۱۷۸         | تپه نادری صیدآباد                    | بارگذاری تصویر | دوران پیش از تاریخ ایران باستان              | روستای صیدآباد ۳۵°۵۶′۲۳″ شمالی ۵۹°۲۱′۴۸″ شرقی / ۳۵٫۹۳۹۷۲°شمالی ۵۹٫۳۶۳۳۳°شرقی                                                                   | ۶۴۳۹      | ۷ مهر ۱۳۸۱      | [ ۱۸۱ ] |
| ۱۷۹         | تپه منجل تیغ بر رود                  | بارگذاری تصویر | سدهٔ ۳ تا ۶ ه‍. ق                               | روستای سرغایه | ۷۶۱۶      | ۱۷ اسفند ۱۳۸۱   | [ ۱۸۲ ] |
| ۱۸۰         | تپه پس‌کمر                            | بارگذاری تصویر | هزارهٔ دوم و یکم پیش از میلاد - سدهٔ ۷ و ۸ ه‍. ق | روستای پس‌کمر | ۹۲۵۱      | ۲۴ تیر ۱۳۸۲     | [ ۱۸۳ ] |
| ۱۸۱         | تپه شرشر                             | بارگذاری تصویر | دوران‌های تاریخی پس از اسلام                  | روستای شرشر | ۱۲۰۷۶     | ۱۲ تیر ۱۳۸۴     | [ ۱۸۴ ] |
| ۱۸۲         | برج تپه                              | بارگذاری تصویر | تاریخی                                       | حدود ۲ کیلومتری شمال‌شرقی روستای کنویست | ۱۲۰۷۷     | ۱۲ تیر ۱۳۸۴     | [ ۱۸۵ ] |
| ۱۸۳         | تپه رضوان                            | بارگذاری تصویر | اسلامی ـ سدهٔ ۶ تا ۱۲ ه‍. ق                     | ۱۷ کیلومتری جنوب‌شرقی توس | ۱۲۰۷۸     | ۱۲ تیر ۱۳۸۴     | [ ۱۸۶ ] |
| ۱۸۴         | تپه حاج تراب توس                     | بارگذاری تصویر | دوران‌های تاریخی پس از اسلام                  | ۴ کیلومتری غرب شهر توس | ۱۲۰۷۹     | ۱۲ تیر ۱۳۸۴     | [ ۱۸۷ ] |
| ۱۸۵         | تپه اسماعیل‌آباد                      | بارگذاری تصویر | تاریخی                                       | بخش رضویه - دهستان پایین ولایت، یک کیلومتری پس راه، روستای اسماعیل‌آباد                                                                         | ۱۲۹۴۱     | ۱۹ مرداد ۱۳۸۴   | [ ۱۸۸ ] |
| ۱۸۶         | تپه رستم خان                         | بارگذاری تصویر | اواخر هزارهٔ دوم پیش از میلاد                 | روستای قازقان ۳۶°۱۳′۳۹″ شمالی ۵۹°۵۳′۳۵″ شرقی / ۳۶٫۲۲۷۵۰°شمالی ۵۹٫۸۹۳۰۶°شرقی                                                                    | ۱۲۹۴۲     | ۱۹ مرداد ۱۳۸۴   | [ ۱۸۹ ] |
| ۱۸۷         | تپه سنگر                             | بارگذاری تصویر | اواخر هزارهٔ دوم پیش از میلاد تا دورهٔ تاریخی  | روستای قازقان ۳۶°۱۳′۳۹″ شمالی ۵۹°۵۳′۳۵″ شرقی / ۳۶٫۲۲۷۵۰°شمالی ۵۹٫۸۹۳۰۶°شرقی                                                                    | ۱۲۹۴۳     | ۱۹ مرداد ۱۳۸۴   | [ ۱۹۰ ] |
| ۱۸۸         | تپه قلئور خانه                       | بارگذاری تصویر | هزارهٔ دوم پیش از میلاد                       | بخش رضویه - دهستان میامی، ۴ کیلومتری شمال روستای متروکهٔ خان نایب                                                                               | ۱۲۹۴۶     | ۱۹ مرداد ۱۳۸۴   | [ ۱۹۱ ] |
| ۱۸۹         | تپه قلعه برجموری                     | بارگذاری تصویر | سدهٔ ۳ تا ۸ ه‍. ق                               | روستای برج موری | ۱۲۹۴۸     | ۱۹ مرداد ۱۳۸۴   | [ ۱۹۲ ] |
| ۱۹۰         | تپه‌های باستانی چنارک                 | بارگذاری تصویر | سده‌های اولیه اسلامی                          | روستای چنارک | ۱۲۹۵۱     | ۱۹ مرداد ۱۳۸۴   | [ ۱۹۳ ] |
| ۱۹۱         | تپه‌های گاو مرگی                      | بارگذاری تصویر | دوران‌های تاریخی پس از اسلام                  | روستای نظرآباد | ۱۲۹۵۲     | ۱۹ مرداد ۱۳۸۴   | [ ۱۹۴ ] |
| ۱۹۲         | تپه جونو                             | بارگذاری تصویر | اواخر هزارهٔ دوم پیش از میلاد تا صدر اسلام    | بخش رضویه - دهستان میامی، ۵۰۰ متری غرب روستای متروکهٔ جونو                                                                                      | ۱۲۹۵۳     | ۱۹ مرداد ۱۳۸۴   | [ ۱۹۵ ] |
| ۱۹۳         | تپه‌های جمیلی (دوقلو)                 | بارگذاری تصویر | اوایل دوران اسلامی                           | بخش رضویه - دهستان میامی، ۵۰۰ متری غرب روستای چلاقد                                                                                            | ۱۲۹۵۴     | ۱۹ مرداد ۱۳۸۴   | [ ۱۹۶ ] |
| ۱۹۴         | تپه خاکی                             | بارگذاری تصویر | تاریخی                                       | یک کیلومتری جنوب روستای قازقان | ۱۲۹۵۵     | ۱۹ مرداد ۱۳۸۴   | [ ۱۹۷ ] |
| ۱۹۵         | تپه گاش                              | بارگذاری تصویر | اواخر هزارهٔ دوم پیش از میلاد تا دورهٔ تاریخی  | ۵ کیلومتری جنوب‌شرقی روستای قازقان | ۱۳۸۷۱     | ۲۵ آبان ۱۳۸۴    | [ ۱۹۸ ] |
| ۱۹۶         | تپه قلعه دلبر                        | بارگذاری تصویر | سدهٔ ۱۲ و ۱۳ ه‍. ق                              | روستای دلبران | ۲۰۵۶۴     | ۲۶ دی ۱۳۸۶      | [ ۱۹۹ ] |
| ۱۹۷         | تپه کیوک                             | بارگذاری تصویر | صدر اسلام - سدهٔ ۳ تا ۵ ه‍. ق                   | ۲۰۰ متری شرق روستای شرشر | ۲۲۳۰۴     | ۲۷ اسفند ۱۳۸۶   | [ ۲۰۰ ] |
| ۱۹۸         | تپه نمدون                            | بارگذاری تصویر | سده‌های میانی اسلامی                          | ۲۵۰ متری روستای شرشر | ۲۲۳۰۶     | ۲۷ اسفند ۱۳۸۶   | [ ۲۰۱ ] |
| ۱۹۹         | تپه قلعه گبری                        | بارگذاری تصویر | تاریخی                                       | بخش مرکزی - دهستان تبادکان، ۵۰۰ متری جنوب روستای جغری                                                                                          | ۲۲۳۰۷     | ۲۷ اسفند ۱۳۸۶   | [ ۲۰۲ ] |
| ۲۰۰         | تپه سیدآباد                          | بارگذاری تصویر | سده‌های متاخر اسلامی                          | بخش مرکزی - دهستان طوس، ۵۰۰ متری شمال روستای سیدآباد                                                                                           | ۲۲۳۰۹     | ۲۷ اسفند ۱۳۸۶   | [ ۲۰۳ ] |
| ۲۰۱         | تپه نادری امرغان                     | بارگذاری تصویر | سده‌های میانی اسلامی                          | بخش مرکزی - دهستان کنویست، ۵۰۰ متری جنوب روستای امرغان ۳۶°۲۰′۳۹″ شمالی ۵۹°۴۵′۴۸″ شرقی / ۳۶٫۳۴۴۱۷°شمالی ۵۹٫۷۶۳۳۳°شرقی                           | ۲۲۳۱۰     | ۲۷ اسفند ۱۳۸۶   | [ ۲۰۴ ] |
| ۲۰۲         | تپه کال چغوکی                        | بارگذاری تصویر | سده‌های اولیه اسلامی                          | — | ۲۹۰۶۲     | ۱۳ بهمن ۱۳۸۸    | [ ۲ ]   |
| ۲۰۳         | تپه مرغانو                           | بارگذاری تصویر | مس‌سنگی تا عصر برنز                           | — | —         | ۹ بهمن ۱۳۹۵     | [ ۲ ]   |
| تپه محوطه‌ها |                                      |                |                                              | |           |                 |         |
| ۲۰۴         | محوطه باستان‌شناسی تپه نادر           | بارگذاری تصویر | عصر برنز                                     | — | ۳۱۵۹۹     | ۱۹ آبان ۱۳۹۵    | [ ۲ ]   |
| ۲۰۵         | محوطه باستان‌شناسی تپه حسین‌آباد گزبند | بارگذاری تصویر | عصر مس و سنگ، برنز و دوران تاریخی            | — | ۳۱۶۰۰     | ۱۹ آبان ۱۳۹۵    | [ ۲ ]   |
| ۲۰۶         | محوطه باستان‌شناسی تپه چهل دختر       | بارگذاری تصویر | سده‌های میانی اسلامی                          | — | ۳۱۶۱۵     | ۲۲ آذر ۱۳۹۵     | [ ۲ ]   |
| محوطه‌ها     |                                      |                |                                              | |           |                 |         |
| ۲۰۷         | محوطه علاقبند                        | بارگذاری تصویر | دوران‌های تاریخی پس از اسلام - سدهٔ ۴ تا ۷ ه‍. ق | — | —         | ۲۴ تیر ۱۳۹۵     | [ ۲ ]   |
| ۲۰۸         | شهر تاریخی توس                       |                | سدهٔ ۱۲ ه‍. ق                                   | ۳۵ کیلومتری شمال‌غربی مشهد ۳۶°۲۹′۱۰″ شمالی ۵۹°۳۱′۳″ شرقی / ۳۶٫۴۸۶۱۱°شمالی ۵۹٫۵۱۷۵۰°شرقی                                                         | ۱۷۵۸      | ۲۴ تیر ۱۳۷۵     | [ ۱۲ ]  |
| ۲۰۹         | محوطه رباط دیزباد                    | بارگذاری تصویر | دوران‌های تاریخی پس از اسلام                  | روستای دیزباد سفلی | ۵۹۵۹      | ۸ مرداد ۱۳۸۱    | [ ۲۰۵ ] |
| ۲۱۰         | راه قدیمی نیشابور به توس             | بارگذاری تصویر | دوران‌های تاریخی پس از اسلام                  | روستای ده غیبی | ۶۳۵۹      | ۷ مهر ۱۳۸۱      | [ ۲۰۶ ] |
| ۲۱۱         | راه سنگ‌فرش شریف‌آباد                  | بارگذاری تصویر | دورهٔ قاجار                                   | حدفاصل روستای ده غیبی و رباط طرق | ۶۶۶۳      | ۱۰ دی ۱۳۸۱      | [ ۲۰۷ ] |
| ۲۱۲         | محوطه و بقایای رباط کال خونی         | بارگذاری تصویر | سدهٔ ۳ تا ۶ ه‍. ق                               | روستای صیدآباد ۳۵°۵۵′۳۷″ شمالی ۵۹°۲۱′۵۴″ شرقی / ۳۵٫۹۲۶۹۴°شمالی ۵۹٫۳۶۵۰۰°شرقی                                                                   | ۷۶۱۱      | ۱۷ اسفند ۱۳۸۱   | [ ۲۰۸ ] |
| ۲۱۳         | محوطه قلعه کوچ کمر                   | بارگذاری تصویر | سده‌های اولیه اسلامی تا دورهٔ صفوی             | روستای ده‌سرخ | ۷۶۱۲      | ۱۷ اسفند ۱۳۸۱   | [ ۲۰۹ ] |
| ۲۱۴         | محوطه قلعه کوهی                      | بارگذاری تصویر | هزارهٔ چهارم پیش از میلاد                     | روستای قاسم‌آباد | ۷۶۱۳      | ۱۷ اسفند ۱۳۸۱   | [ ۲۱۰ ] |
| ۲۱۵         | محوطه رباط جهان‌آباد                  | بارگذاری تصویر | سدهٔ ۳ تا ۷ ه‍. ق                               | بخش احمدآباد - روستای جهان‌آباد | ۷۶۱۵      | ۱۷ اسفند ۱۳۸۱   | [ ۲۱۱ ] |
| ۲۱۶         | محوطه قلعه مختاری                    | بارگذاری تصویر | سدهٔ ۱۰ تا ۱۱ ه‍. ق                             | روستای دلبران | ۷۸۶۷      | ۱۷ اسفند ۱۳۸۱   | [ ۲۱۲ ] |
| ۲۱۷         | محوطه قلعه کهنه چشمه چنار            | بارگذاری تصویر | دوران‌های تاریخی پس از اسلام                  | بخش احمدآباد - ۵ کیلومتری شمال روستای بازه حوض                                                                                                 | ۸۷۳۱      | ۱۰ خرداد ۱۳۸۲   | [ ۲۱۳ ] |
| ۲۱۸         | محوطه قلعه چراغ                      | بارگذاری تصویر | سده‌های اولیه اسلامی تا ۷ ه‍. ق                 | روستای عارفی | ۸۷۳۲      | ۱۰ خرداد ۱۳۸۲   | [ ۲۱۴ ] |
| ۲۱۹         | محوطه قلعه کوه آسیاباد               | بارگذاری تصویر | سدهٔ ۱۲ و ۱۳ ه‍. ق                              | روستای ابرش ۳۶°۱′۱۲″ شمالی ۵۹°۲۴′۰″ شرقی / ۳۶٫۰۲۰۰۰°شمالی ۵۹٫۴۰۰۰۰°شرقی                                                                        | ۹۵۹۳      | ۲۷ مرداد ۱۳۸۲   | [ ۲۱۵ ] |
| ۲۲۰         | محوطه سمبا                           | بارگذاری تصویر | سده‌های اولیه اسلامی                          | روستای قرقروک سفلی | ۱۲۹۴۹     | ۱۹ مرداد ۱۳۸۴   | [ ۲۱۶ ] |
| ۲۲۱         | محوطه تاریخی قلعه گبری پختوک         | بارگذاری تصویر | دورهٔ متاخر اسلامی                            | بخش رضویه - دهستان پایین ولایت، ۱/۵ کیلومتری جنوب‌غربی روستای پختوک                                                                             | ۱۳۱۵۹     | ۲۲ مرداد ۱۳۸۴   | [ ۲۱۷ ] |
| ۲۲۲         | محوطه تاریخی دستگردان                | بارگذاری تصویر | دوران‌های تاریخی پس از اسلام                  | بخش مرکزی - دهستان کنویست، ۵۰۰ متری شرق روستای دستگردان ۳۶°۱۵′۶″ شمالی ۵۹°۴۴′۵۴″ شرقی / ۳۶٫۲۵۱۶۷°شمالی ۵۹٫۷۴۸۳۳°شرقی                           | ۱۳۴۲۵     | ۶ مهر ۱۳۸۴      | [ ۲۱۸ ] |
| ۲۲۳         | محوطه دهلیان                         | بارگذاری تصویر | سدهٔ ۸ و ۹ ه‍. ق                                | ۱ کیلومتری شمال‌شرقی روستای حسین‌آباد | ۲۲۲۹۵     | ۲۷ اسفند ۱۳۸۶   | [ ۲ ]   |
| ۲۲۴         | گورستان عاشقان                       | بارگذاری تصویر | اواخر دورهٔ تیموریان تا دورهٔ قاجار            | روستای عاشقان | ۲۲۲۹۷     | ۲۷ اسفند ۱۳۸۶   | [ ۲ ]   |
| ۲۲۵         | کتیبه خان تاشی                       | بارگذاری تصویر | دورهٔ صفوی                                    | ۵ کیلومتری بین روستاهای آل و سیج ۳۶°۴۴′۴۳″ شمالی ۵۹°۳۹′۵″ شرقی / ۳۶٫۷۴۵۲۸°شمالی ۵۹٫۶۵۱۳۹°شرقی                                                  | ۲۲۳۰۵     | ۲۷ اسفند ۱۳۸۶   | [ ۲ ]   |
| ۲۲۶         | گورستان تبادکان                      | بارگذاری تصویر | دورهٔ تیموری تا دورهٔ قاجار                    | ضلع غربی روستای تبادکان ۳۶°۲۸′۴۵٫۰″ شمالی ۵۹°۵۴′۱۵٫۱″ شرقی / ۳۶٫۴۷۹۱۶۷°شمالی ۵۹٫۹۰۴۱۹۴°شرقی                                                    | ۲۳۰۹۵     | ۲ مرداد ۱۳۸۷    | [ ۲ ]   |
| ۲۲۷         | محوطه لاخ انجیر                      | بارگذاری تصویر | سدهٔ ۴ - ۸ ه‍. ق                                | کنار جادهٔ روستای عارفی به بالندر | ۲۴۹۸۷     | ۱۸ اسفند ۱۳۸۷   | [ ۲ ]   |
| ۲۲۸         | چشمه و تخت امام                      | بارگذاری تصویر | سدهٔ ۳ ه‍. ق                                    | روستای ده‌سرخ | ۲۸۱۰۵     | ۱ آذر ۱۳۸۸      | [ ۲ ]   |
| ۲۲۹         | محوطه باستان‌شناختی قلعه گبری اردلوک  | بارگذاری تصویر | دورهٔ اشکانی                                  | — | ۳۱۵۹۸     | ۱۹ آبان ۱۳۹۵    | [ ۲ ]   |
| ۲۳۰         | محوطه باستان‌شناختی قلعه گبری جغری    | بارگذاری تصویر | دورهٔ ساسانی - سده‌های میانی اسلامی            | — | ۳۱۶۱۴     | ۲۲ آذر ۱۳۹۵     | [ ۲ ]   |

## آثار خارج‌شده
| ردیف | نام اثر          | نگاره          | دیرینگی           | موقعیت | شمارهٔ ثبت | تاریخ ثبت    | منبع  |
| ---- | ---------------- | -------------- | ----------------- | --- | --------- | ------------ | ----- |
| ۱    | مسجد حوض معجردار | بارگذاری تصویر | دورهٔ صفوی - قاجار | مشهد - خیابان نواب صفوی، ضلع جنوب‌غربی، تقاطع خیابان نواب صفوی و شارستان رضوی ۳۶°۱۷′۱٫۲″ شمالی ۵۹°۳۷′۱۵٫۱″ شرقی / ۳۶٫۲۸۳۶۶۷°شمالی ۵۹٫۶۲۰۸۶۱°شرقی | ۳۱۴۳۵     | ۱ اسفند ۱۳۹۴ | [ ۲ ] |